# جکسون جی. اشپیل‌فوگل
جکسون اشپیل فوگل (انگلیسی: Jackson J. Spielvogel؛ زادهٔ ۱ ژانویهٔ ۱۹۳۹) تاریخ‌نگار اهل ایالات متحده آمریکا که کتاب تاریخ تمدن مغرب زمین اثر اوست که در مدارس و دانشگاه‌های بسیاری از کشورها تدریس می‌شود. وی توانست دکترای خود را از دانشگاه اوهایو کسب کند.
از آثار وی می‌توان به:
1. تاریخ بینادین جهان
2. هیتلر و آلمان نازی
3. تمدن مغرب زمین در ۲ جلد، در طول زندگی وی اشاره کرد.